# Riccardia pellucida
Riccardia pellucida là một loài rêu trong họ Aneuraceae. Loài này được Piippo mô tả khoa học đầu tiên năm 1990.